# Eryngium monocephalum

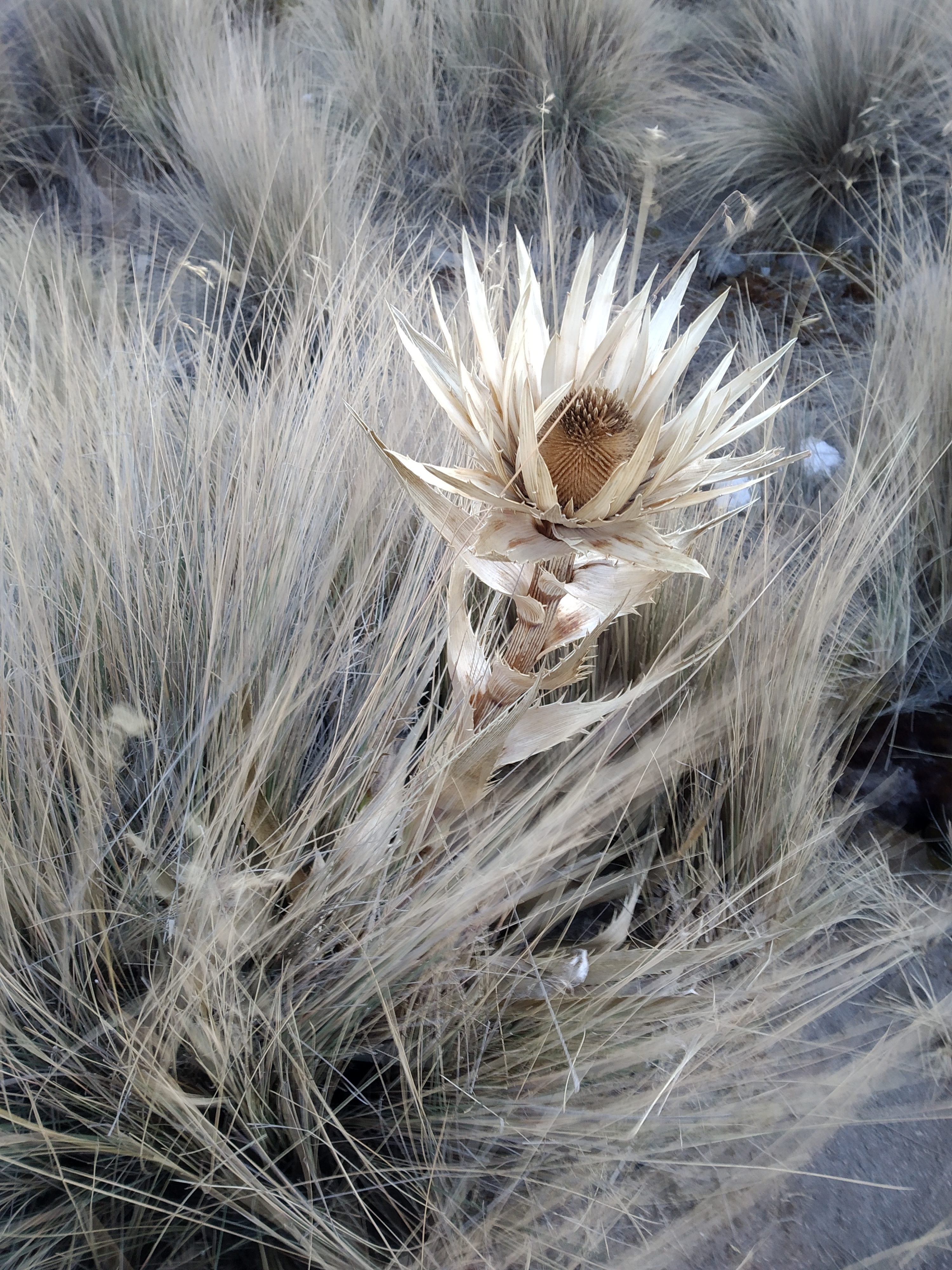
Eryngium monocephalum en temporada invernal

La Rosa de las nieves, Rosa de montaña o Eryngium monocephalum es una especie de planta herbácea perteneciente a la familia Apiaceae.  

## Descripción
Son hierbas que alcanzan un tamaño  de 55 cm a 1.20 m de altura. Las hojas son alargadas y puntiagudas. Las flores son pequeñas dispuestas en cabezuelas que crecen en los extremos de las ramas. Los frutos son pequeñas con forma de bala.

## Distribución y  hábitat
Originaria de México. Habita en clima templado entre los 2400 y los 3900 m s. n. m., asociada a terrenos agrícolas y bosque mixto de pino-encino.

## Propiedades
En Michoacán se le usa en el tratamiento del malestar estomacal y mal de orín, para estos casos se prepara una infusión con las hojas de toda la planta y se administra oralmente. En el Estado de México, la tos se trata con la infusión de las flores.

## Taxonomía
Eryngium monocephalum fue descrita por Antonio José de Cavanilles y publicado en Icones et Descriptiones Plantarum 6: 35, t. 553. 1800.
Etimología
Eryngium: nombre genérico que probablemente hace referencia a la palabra que recuerda el erizo: "Erinaceus" (especialmente desde el griego "erungion" = "ción"), sino que también podría derivar de "eruma" (= protección), en referencia a la espinosa hojas de las plantas de este tipo.
monocephalum: epíteto latíno que significa "con una cabeza".
 Sinonimia
- Eryngium grande Hemsl. & Rose	[4]